# Дон Жуан в Талліні
«Дон Жуан в Талліні» (ест. «Don Juan Tallinnas») — радянська музична комедія режисера Арво Круусемента, знята за п'єсою Самуїла Альошина «Тоді в Севільї» на кіностудії «Талліннфільм» у 1971 році.

## Сюжет
У фільмі використовується вільне трактування пригод легендарного іспанця. На цей раз за севільського дворянина видає себе його сестра, яка волею випадку опинилася зі своїм слугою Флорестіно в середньовічному Талліні, щедро прикрашеному фантазією авторів прикметами сучасного побуту. Знайшовши притулок в будинку знатного городянина, заморська знаменитість викликає підвищену увагу місцевих дам. У прекрасного іноземця закохані дочки господаря будинку, його дружина і перша красуня донна Анна, яка готова за прихильність свого нового знайомого пожертвувати любов'ю свого чоловіка. Той, в свою чергу, зміг розгадати таємницю «суперника» і дати з його, а вірніше з її допомогою урок вірності своїй вітряній дружині.

## У ролях
- Гунта Віркава — Дон Жуан
- Лембіт Ульфсак — Флорестіно
- Юлія Соостер — донна Анна
- Яак Тамлехт — Командор
- Софі Соояяр — донна Лаура
- Антс Эскола — дон Оттавио
- Ірина Куберська — Розіта
- Мерле Ару — Лючія
- Сійм Руллі — кавалер
- Тиніс Рятсепп — кавалер
- Тину Саар — кавалер
- Ігор Курве — кавалер
- Рейн Коткас — кавалер
- Ееро Спрійт — кавалер
- Сільвія Лайдла — Тереза
- Еве Ківі — Ізабелла

## Знімальна група
- Автор сценарію: Самуїл Альошин
- Режисер-постановник: Арво Круусемент
- Оператори-постановники: Михайлл Дороватовський, Енн Путник
- Композитор: Олав Ехала
- Художник-постановщик: Марі-Лійс Кюла
- Автор текстів пісень: Енн Ветемаа